# Passalora berkheyae
Passalora berkheyae är en svampart som först beskrevs av Syd. & P. Syd., och fick sitt nu gällande namn av U. Braun & Crous 2003. Passalora berkheyae ingår i släktet Passalora och familjen Mycosphaerellaceae.   Inga underarter finns listade i Catalogue of Life.